# Bipartopsis
Bipartopsis is een geslacht van uitgestorven weekdieren uit de klasse van de Gastropoda (slakken). Exemplaren van dit geslacht zijn slechts als fossiel bekend.

## Soort
- Bipartopsis robusta Gründel, Keupp & Lang, 2015 †